# Méthode des amas en mouvement
En astrométrie, la méthode des amas en mouvement ainsi que la méthode du point convergent, qui en est proche, sont des moyens, d'intérêt essentiellement historique, de déterminer la distance d'amas stellaires. Ces méthodes furent utilisées pour plusieurs amas proches dans la première moitié du XXe siècle. Aujourd'hui, d'autres méthodes plus précises sont généralement utilisées.

## Distance de systèmes planétaires
Par photométrie, on a d'abord estimé la distance du système solaire de 2M1207 à environ 70 pc. En 2005, Eric Mamajek obtient la distance plus précise de 53 ± 6 pc par la méthode des amas en mouvement.
En 2008, la méthode de la parallaxe a permis d'estimer une distance de 52,75+1,04
−1,00 pc, c'est-à-dire 172 ± 3 al.